# Adam Joseph Onymus
Adam Joseph Onymus (* 29. März 1754 in Würzburg; † 9. September 1836 in Oberdürrbach) war ein deutscher katholischer Geistlicher und Hochschullehrer.

## Leben
Adam Joseph Onymus besuchte in seiner Heimatstadt das Gymnasium (heute: Wirsberg-Gymnasium) und wurde 1770 in das Würzburger Klerikalseminar aufgenommen und am 29. März 1777 zum Priester geweiht; im gleichen Jahr promovierte er zum Dr. phil. und Dr. theol.
Er war erst als Kaplan in Hausen und anschließend als Kooperator in Fahr tätig. 1778 wurde er Kaplan am Juliusspital in Würzburg und kam darauf als Hofmeister in das Haus des Freiherrn von Frankenstein nach Mainz.
1782 berief ihn der Fürstbischof von Würzburg Franz Ludwig von Erthal als Subregens an das Würzburger geistliche Seminar und er behielt diese Stelle bei, obwohl er im darauffolgenden Jahr am 9. Mai 1783, nach Thomas Holtzclaus Tod, zum außerordentlichen, und am 11. Oktober 1783 zum ordentlichen Professor der Exegese und zum Geistlichen Rat ernannt worden war; dazu wurde ihm 1786 das Kanonikat am Stift Neumünster verliehen.
Er war, ebenso wie der Fürstabt, ein Anhänger der Aufklärung und trat in den Würzburger gelehrten Anzeigen schroff gegen die alte kirchliche Schule und insbesondere gegen den Domprediger Alois Merz in Augsburg auf.
Der Fürstbischof, der ein großes Vertrauen in ihn setzte, überließ ihm die Durchsicht seiner Hirtenbriefe, von denen zwei, die von der Erziehung und von der Arbeitsamkeit handeln, in Ludwig Gerhard Wagemanns (1747–1804) Göttingisches Magazin für Industrie und Armenpflege aufgenommen wurden.
Am 11. Oktober 1789 wurde er Wirklicher Geistiger Rat, Regens des Seminars und Direktor der beiden Gymnasien von Würzburg und Münnerstadt sowie Mitglied der Schulkommission; als Direktor verlangte er, zur Erholung der Schüler die Einführung gymnastischer Übungen und war damit seiner Zeit weit voraus.
Nachdem 1802, infolge der Säkularisation, der Hochstift Würzburg an Kurpfalz-Bayern fiel, und die neue Regierung versuchte, den geistlichen Einfluss einzuschränken, reichten Onymus diese Maßnahmen noch nicht aus. Er verschärfte als Dekan eigenmächtig die Vorschläge der theologischen Fakultät und verdächtigte das geistliche Seminar, einen Korpsgeist entwickelt zu haben und sich feindselig gegenüber den Professoren zu verhalten. Er verlangte, dass die Kleriker erst nach vollendetem theologischem Studium in die theologische Fakultät eintreten, und dann auch nur für ein Jahr dort verbleiben dürften; hierbei sollte der Staat bei der Aufnahmeprüfung auch seinen Einfluss geltend machen. In dieser Zeit wurde er zum Landesdirektionsrat ernannt, dem das Referat für Schul- und Studienwesen im Untermainkreis übertragen wurde.
Als die Universität in acht Sektionen aufgeteilt worden war, von denen nur die katholisch-theologische nicht im Senat vertreten war, durften er und Franz Berg im Amt verbleiben, während die übrigen Professoren der Fakultät zurücktreten mussten.
1804 wurde er zum Kommissar für die an den bayerischen Staat gefallenen Kunstschätze ernannt.
Als er und Franz Berg dann 1805 einem Protestanten das theologische Doktorat verliehen, nahm dies die nachfolgende Regierung des Großherzogs Ferdinand III. von Toskana den nächsten Anlass als Gelegenheit, um eine Reform im entgegensetzten Sinne durchzuführen, sodass 1809 die theologische Fakultät in das geistliche Seminar verlegt und die bisherigen Professoren in den Ruhestand versetzt wurden; erst nach der Rückkehr der bayerischen Herrschaft wurde Adam Joseph Onymus 1816 durch Maximilian von Montgelas wieder reaktiviert und erhielt die Lehrkanzel der Dogmatik, lenkte nun bereits aber auch wieder in kirchlichere Bahnen ein, indem er zwei Programmarbeiten 1818 und 1819 veröffentlichte, in denen er die Unvereinbarkeit der kantischen Philosophie mit der Religion erklärte.
Von 1821 bis 1824 war er Rektor der Universität.
1823 schickte er seine Schriften Ueber die Verhältnisse der katholischen Kirche und Glaubenslehre der katholischen Kirche an den neu gewählten Papst Leo XII. mit der Bitte um die Päpstliche Approbation. Diese wurde zwar als nicht üblich verweigert, doch erhielt er als Antwort im Auftrage des Papstes von der Münchener Nuntiatur ein vom 25. November 1823 datiertes, sehr anerkennendes, Schreiben, das in der Tübinger Theologischen Quartalsschrift (S. 179) abgedruckt wurde.
1824 wurde er durch den König Maximilian I. Joseph zum Domdechant ernannt und nahm darauf seinen Abschied von seinem akademischen Lehramt; 1825 wurde er Generalvikar des Bischofs Adam Friedrich Groß zu Trockau.
Sein Leichnam wurde auf dem örtlichen Friedhof in Oberdürrbach beigesetzt und es befindet sich eine Stele zu seinen Ehren dort.

### Pfarrkirche St. Josef in Oberdürrbach
Durch seine Ernennung zum Kommissar für die Kunstschätze war Adam Joseph Onymus auch für das Kloster Unterzell zuständig. Zu diesem Zeitpunkt erwog er bereits, nach der Bitte der Bevölkerung von Oberdürrbach in ihrem Ort Gottesdienste abzuhalten, den Neubau einer Kirche und bewahrte daher die Innenausstattung der Unterzeller Klosterkirche für diese Kirche auf. Noch heute ist es ein Rätsel, auf welche Weise er es schaffte, die Kunstschätze so lange vor der neuen bayerischen Landesregierung in München, die großes Interesse an einem Verkauf gehabt hätte, zu verstecken. 1816/1817 beauftragte er den Würzburger Landesbaumeister Johann Michael Büttner mit dem Bau einer klassizistischen Saalkirche in Oberdürrbach, in welche die prächtige Innenausstattung der ehemaligen Klosterkirche Unterzell zentimetergenau eingepasst wurde sowie mit dem Bau eines dazu gehörenden Pfarrhauses. Zusätzlich wurde noch ein Friedhof eingerichtet. 1831 erhielt er die Pfarrei für Oberdürrbach.

### Wirken als Stifter
Bereits zu seinen Lebzeiten richtete er eine Stiftung in Höhe von 11.000 Gulden ein, von deren Zinsen arme Kinder und Pflegemütter unterstützt werden sollten. Zur Unterstützung des Pfarrers in Oberdürrbach richtete er einen Fond ein und verfügte testamentarisch, dass dort 3.840 Gulden verwendet werden sollen, der Schule vermachte er ein Kapital von 421 Gulden, von denen das Gehalt des Lehrers verbessert werden sollte. Der Erlös aus seiner Bibliothek sollte zur Hälfte für das geistliche Seminar verwendet werden, damit von den Zinsen die armen Schüler unterstützt werden sollen, die sich im Predigen auszeichnen. Die bereits zu Lebzeiten eingerichtete Stiftung von 11.000 Gulden sollte um weitere 3.940 Gulden aufgestockt werden. Weiter verfügte er, dass nach dem Tod seiner Schwester 8.500 Gulden zu verschiedenen karitativen Zwecken verwendet werden sollten.

## Ehrungen und Auszeichnungen
- 1783 wurde er zum Geistlichen Rat und 1789 zum Wirklichen Geistigen Rat ernannt.
- 1833 erhielt Adam Joseph Onymus das Ritterkreuz des Ludwigsordens.[7]
- Nach ihm wurde die Dr.-Onymus-Straße in Oberdürrbach benannt.

## Schriften (Auswahl)
- Dissertatio exponens Justini Mart. de praecipipuis religionis christianae dogmatis sententiam. Würzburg 1777.
- Opera s. Justini Mart. graece et lat. Würzburg 1779.
- Entwurf zu einer Geschichte des Bibellesens. Würzburg 1786. (Digitalisat)
- Commentatio in locum Paulinum 1 Cor. XV, 1–35 . Würzburg 1787.
- Rede bei dem Begräbniß des Weihbischofs Fahrmann. Würzburg 1802.
- Geschichte des alten und neuen Testaments, Band 1; Band 2; Band 3; Band 4; Band 5. Würzburg 1787–1802.
- Ueber die Verhältnisse der katholischen Kirche, oder Beantwortung der Punkte, welche der Freiherr v. Wangenheim in seiner Eröffnungsrede bei der Berathung mehrerer teutschen Bundesstaaten über die Angelegenheiten der teutschen katholischen Kirche vorgelegt hat. Würzburg 1818.
- Programma de eo, quod iustum est circa rationem et revelationem. Würzburg 1819.
- Glaubenslehre der katholischen Kirche, Band 1; Band 2. Würzburg 1820–1821.
- Meine Ansichten von den wunderbaren Heilungen, welche der Fürst Alexander von Hohenlohe seit dem 20. Juni d. J. in Würzburg vollbracht hat. 1821.
- Die Dämonen-Lehre der Alten oder die Idee des Göttlichen in ihrer Ausartung bey den Aegyptern, Phöniziern und Griechen: ein Programm, womit zu seinen Vorlesungen einladet. Würzburg 1822.
- Ueber die Verhältnisse der katholischen Kirche. 1823.
- Die Klaglieder des Propheten Jeremias: Zur Einleitung geht vorher ein kurzer Bericht über den Untergang des jüdischen Staats, dann auch über die Weissagungen und Schicksale des Propheten; Zur Feier der Charwoche. Würzburg 1823.
- Presbyterium eiusque partes in regimine Ecclesiae. Würzburg 1824.
- Die Prinzipien der Glaubenslehre der katholischen Kirche. Sulzbach 1824.
- Die Lehre von den Heilsmitteln, welche die christliche Religion darbietet. Sulzbach 1824.
- Trauerrede zur Todtenfeyer für S. Maj. den König von Baiern, Maximilian I., am. 21. Oct. 1825 in der Domkirche zu Würzburg. Sulzbach 1825.
- Die Glaubens- und Sittenlehre der katholischen Kirche: nebst den Principien der Glaubenslehre, Band 1; Band 2; Band 3. Sulzbach 1826.
- Das Leben und die Lehre Jesu nach Matthäus, Markus und Lukas in Homilien: nach dem evangelischen Text vorgetragen. Sulzbach 1831.